# Rezolucja Rady Bezpieczeństwa ONZ nr 375
Rezolucja Rady Bezpieczeństwa ONZ nr 375 została przyjęta jednomyślnie 22 września 1975 r.
Po przeanalizowaniu wniosku Papui-Nowej Gwinei o członkostwo w Organizacji Narodów Zjednoczonych, Rada zaleciła Zgromadzeniu Ogólnemu przyjęcie tego państwa do swojego grona.

## Źródło
- UNSCR - Resolution 375